# ラブデスター
『ラブデスター』は、榊健滋による日本の漫画。『少年ジャンプ+』（集英社）にて2015年2月25日から2018年4月25日まで毎週水曜に配信された。2016年には作者の榊が世界観の共通点から映画『ロブスター』のコラボイラストを描き下ろした。2016年12月14日のNO.85公開後、榊の産休のために休載していたが、2017年6月21日より連載を再開した。単行本は全12巻。

## あらすじ
月代中学校3年の若殿ミクニ、皇城ジウ、愛月しのは生徒会に所属する幼馴染であり、ある夜ジウはしのに愛の告白をするつもりであることをミクニに対し打ち明ける。しかし、直後彼らは廃墟となった町へ送り込まれる。彼らとともに廃墟に送り込まれた同級生たち140名の前に現れた異星人ファウストは、彼らが「愛試死（ラブデスター）実験」の被験者に選ばれたことを告げる。愛の告白を行い、両思いが成立すれば帰還、失敗すれば死という過酷なデスゲームを前に、ミクニは他の生還する道を見つけ出すことを決意する。実験が進む中で頑なに恋愛を拒絶するミクニに対し、ファウストもまた自分と同種の精神を持つ彼が愛に目覚めるかどうか期待しはじめていた。
ファウストから与えられる「愛行事（ラブイベント）」により、数組のカップルが「告白」を成功させ生還する一方、多くの生徒達が犠牲になる中、ミクニは狐森ショウという少年と出会うが、彼はもう一つの実験場である敬王大学付属中等部から送り込まれた生徒であり、彼の罠によりミクニら複数の月代生が敬王中に拉致される。そこはもう一人の試験官レイディに敬王中生徒会長の綾鷹めいかが服従し、見合い制度によるカップル成立を方針とする実験場であり、月代中から拉致された生徒もまた敬王生と見合いをすることとなる。
めいかをレイディの支配から開放し、レイディはより上位の責任者フィオロに処分され、敬王中の実験は崩壊する。残された敬王生は月代中に合流し実験を継続することとなった。敬王生を引き連れて月代中に戻ったミクニたちを待ち受けていたのは、リーダーを失ったことで暴走し、僅かな人数しか残っていない状況だった。再び試験官として彼らに立ちはだかるファウストは次なる行事「キスデスター」を告げる。
キスデスターから生還したのはわずか18人。最後の試練を前にミクニらに感情移入し始めたファウストは拘束され、レイディが試験官代理としてフィオロにより復活させられる。レイディは残りの被験者の中から2組のカップルが成立した時点で実験終了とし、残りの被験者は処分されることを告げる。成立を促進するための「仮想空間」の権利も与えられ、被験者たちの思惑とともに実験は終局へと向かっていく。

## 登場人物

### 月代中学校
若殿 ミクニ（わかとの ミクニ）
月代中学校3年、生徒会長を務める。ジウ、しのとは幼馴染。正義感が強く情に厚い好漢だが、父の不倫によって生まれた子供（私生児）であり、実父を含む（異母妹以外の）家族から忌み嫌われた挙句に虐待されながら育った経験から、恋愛を強く拒絶している。ジウとは義兄弟の約束を交わしており、しのを守るよう頼んでいる。愛月しのから「ミクちゃん」、姫夜カオルから「若」、恋陽みむらから「ミク兄」と呼ばれている。
ファウストの横暴に対する反発や自身の主義から、告白によらない生還の道を模索する一方、告白に挑む生徒は全力で応援する姿勢を取っている。ときおり教室にメッセージを残す形で自分を励まし、バレンタインイベントでは自分にチョコを贈った正体不明の「生徒A」に対し少しずつ心惹かれ、キスデスターイベントでは彼女の正体を知らないままキスをした。
さまざまな経験を経ながらも意固地になっている部分を変えることはできず、それが災いして最終章ではジウに殺害されるが、ファウストの手によって、実験に際して保存されている生体情報を非常用に用意された異星人の肉体に与えることで復活。自分の過ちを認めてジウと改めて向かい合う決意をし、激突の末にジウとの友愛の情を真実の友愛とすることができ、しのの想いも受け入れた。
皇城 ジウ（すめらぎ ジウ）
月代中学校3年、生徒会副会長を務める。ミクニとは家が隣であり、互いを強く信頼している。しのに対して好意を抱いており、翌日彼女に告白することを決めた夜、ラブデスター実験に巻き込まれることになった。恋陽みむらからの愛称は「ジム」。
美形でバスケ部のエース、特進組在籍の秀才と非の打ち所がなく、女子人気も非常に高く実験前から度々女子の告白を受けるが断り続けている。実験でも多くの女子から「告白」を敢行され、完全な不可抗力とはいえ多数の人間を自分の影響で死なせてしまう。バレンタインイベントで赤西から大量に投与された魅了剤の後遺症により、自分が死なせてしまった女子の亡霊の幻覚に苛まれる。しのへの「告白」を決意しているが、それによりミクニを残していくことへの負い目や自分が死なせてしまった女子への罪悪感、そしてしのが好意を抱いているのは自分ではなくミクニではないかという不安、認識のすれ違いから生じるミクニへの疑心暗鬼、それにさまざまな事態が重なって精神的に追い詰められていく。
キスデスター編終盤で精神的に一線を越えてしまい、最終章では試験官レイディと「しの以外の全員を殺害することでしのだけは帰還させる」という密約を交わしつつフィオロの謀殺を図る一方でミクニの殺害を決意し、暗躍。そして、ミクニのまるで変わらない態度を受けて憎悪が頂点に達し、直前に調達した刀でミクニを斬殺した。
復活したミクニと和解を果たすものの、自責の念から心を閉ざし、生きることを拒んだ状態になってしまうが、姐切が仮想空間を使って叩き直すことを試み、実験に巻き込まれなかった現実さながらの世界で約半世紀を過ごした末に心を開いて現実世界に戻るが、帰還を前にして力尽きた姐切の側にいることを選び、帰還しなかった。仮想空間の世界では猛勉強の末に癌の特効薬を開発してノーベル医学賞を受賞した偉人となっており、癌を患っているミクニの実母のためにその製法をファウストを通して帰還後の地球へ送った。現実世界ではミクニが学者となって世に出したが、自身の名は公表せずに「亡き親友の功績である」と発表した。
愛月 しの（あいづき しの）
月代中学3年、書記を務める。実は「ピンクタイガー」の名でさまざまなゲームの全国大会で結果を残す隠れゲームオタクであり、そのせいもあって銃の扱いが異様に得意。驚くと「うぼぁ！」という叫びを発する。恋陽みむらからの愛称は「シャノン」。
ミクニに対してずっと好意を抱いているが、彼の恋愛嫌いをよく知っているがゆえに直接伝えることはできず、実験のさまざまな場面で「生徒A」を名乗って陰から彼を支えるが、その行動も最終的には災いを呼ぶことになってしまう。
最終章ではジウの密約のためにあらゆる外部の危険から自動的にしのを守る「保護プログラム」が本人の知らぬうちに付与され、さまざまな場面で働くことになる。ミクニの死亡後、殺人鬼の正体に気がつきジウを止めるべく拳銃を手に対峙するが、ジウの凶行がすべて自分のためだと知り、ジウを手にかけるのではなく自殺を選ぶ。それを知ったミクニとジウは激突することになるが、実際には保護プログラムが寸前で働いたため出血を伴って失神した程度で済んでおり、ジウはそれを承知して偽っていた。
神居 クロオ（かむい クロオ）
敬王中等部から転入してきたばかりの特進組の生徒で、包帯を巻いた男子。恋陽みむらからの愛称は「クロウ」。肝試しイベントから登場し、肝試しでしのとペアを組んで行動する。耳フェチの猟奇殺人者であり、しのの耳を求めようとするが、ミクニの介入で阻止され、彼を憎悪する様子を見せる。以降も本性を隠しつつ、しのへ言い寄ろうしたり、ジウをさまざまな手口で追い詰めたりと暗躍する。人の命を奪うことにも躊躇がなく、間接的なものも含めて多数の生徒の死に関与する。
幼少期は奇行が目立つ程度で危険な人物ではなかったが、母親がパートナーに恵まれず、再婚相手からは虐待を受けるが隙を見て殺害、しかしそれを見せられた母親は狂乱のあまり自殺してしまうという事件があり、それが歪みを決定づけた。そして両親の死後、保護施設でミクニと出会っており、当時の荒んだミクニに親近感を抱いていた。しのやジウへの行動は「ミクニの今の環境を壊して昔のミクニに戻し、そのうえで殺す」という目的を掲げて行っていた行動だった。
最終章で意図を超えて凶行に走るジウと対峙し、仮想空間を用いてトラウマの想起や拷問で追い詰めようとするが、現実でジウが事前に仕込んでいた爆弾が途中で爆発し、仮想空間は解除されて致命傷を負う。みむらが駆けつけ、仮想空間で両親を失った時の悪夢を塗り替えられて一時の安らぎを得るが、「告白」は間に合わず死亡した。
姐切 ななせ（あねぎり ななせ）
レディースを率いる姉御肌の女子。恋陽みむらからの愛称は「ナンシー」。肝試しでジウとペアを組んで行動する。最初はジウのことを苦労知らずのお坊ちゃんと侮っていたが、行動を共にするうちにその誠実さを知り、多数の女子生徒を死に追いやってしまった罪悪感に精神的に追い詰められながらも前に進もうとするジウを支えるうちに、彼に好意を抱く。また、ジウにとっても心の内を明かせるかけがえのない存在となっていく。
最終章では、ジウの密約を偶然知り問い詰めるも半ば裏切られるような扱いを受けるが、のちに心を閉ざしたジウを立ち直らせるために仮想空間を使用。仮想空間では失踪した妹の息子・ハルトを引き取って女手一つで育て、ジウともハルトを通じて親密な関係を築く。自身の病死間際にジウが心を開いて現実世界に戻ったが、仮想空間で一生分の期間を過ごしてしまうと精神の疲弊が極限に達して生命活動に支障をきたすことが明らかになり、帰還直前に心停止状態となったため帰還不可能になってしまった。
姫夜 カオル（ひめや カオル）
色黒で体格も良い威圧的な容姿をした男子。同性愛者であり、同性愛を隠しているときは荒々しい性格を演じていた。ミクニに好意を抱いている。恋陽みむらからの愛称は「キャロル」。
普段は同性愛者としての自分を隠していたが、ラブデスター実験という極限状況において、自分を偽ることをやめた。ラブデスター実験においては異性愛の告白のみが認められ、また精神的には女子であっても男子として扱われているために苦悩する。イベントも同性愛者の存在を考慮しないルールが多く、そのうえでミクニ一筋を貫きながらもなんとか危機を免れており、最後まで生存する。
恋陽 みむら（こひなた みむら）
バレンタイン編から登場。ミクニの異母妹。フィーリング測定器ではミクニと相性のいい唯一の女性と判定されていた。スタイル抜群の容姿と無防備な言動から男子を寄せ付けがちであるうえに海外留学の経験から恋愛にオープンであり、ラブデスター実験でも気軽に男子の告白を受けるが、彼女の態度は「慈愛」と評され、完全な両思いと判定されないために告白には全く成功できない。海外にいた影響なのか、家族のミクニを除く他者への呼び名が語感の似た外国人名などに置き換わる。合うサイズのブラジャーが調達できなかったため、初登場直後から着用しないまま過ごしている。
ミクニとは違い裕福な家庭の出身ではあるが、家庭事情に難があることは変わらず、それが歪んだ恋愛観の要因になっている。間接的に自身の家庭を崩壊させたミクニを恨んでおらず、家族関係のことで申し訳なく思いつつも兄として慕っている。ミクニには家族からの虐待によるトラウマを思い起こすため快く思われていなかったが、バレンタイン編で互いの思いを打ち明けたのを機に和解している。
バレンタイン編で助けられて以降、クロオに好意を抱くようになる。向けられる愛情を拒むクロオから拒絶されても想いは変わらず、その最期も看取る形となった。
美円 ツバキ（みわ ツバキ）
猛田反乱編から登場。特進組の男子生徒でジウに次ぐ秀才。医者の家の跡取り息子で、姐切とは小学生の頃からの幼馴染。かなり砕けた言葉遣いで、特に「だに」「じゃにー」など「に」が付く言い方が目立つ。恋陽みむらからの愛称は「ツヴァイ」。
要領よく立ち回って楽するのがモットーの自分に対し、真面目に努力して自分より上の地位にいるジウにライバル心を抱いている。猛田側に付き、ミクニたちと敵対するが、猛田失脚後はミクニたちの仲間となる。いつもヘラヘラした態度で軽口を叩き、自己中心的に見えるが、同じ猛田に騙されていたらみや熊本をフォローしたり、敬王でペアになったらいむの世話を焼くなど面倒見の良い一面を見せる。
爆弾を作る心得があり、キスデスター編にて犬童と共謀してファウスト殺害を試みるも失敗。送り返された爆弾かららいむを庇って片脚欠損の重傷を負い、さらに海に投げ出されてしまうが、追いかけたらいむの「告白」が成立、無事に帰還する。

### 月代一般生徒
楢咲 りょうこ（ならさき りょうこ）
ミクニたちの小学生の頃からの同級生でしのの親友。しの、ミクニ、ジウ3人の複雑な三角関係を察しており、膠着状態に陥って動けないしのを案じている。そのため彼女の悩みの種であるミクニとジウに対しては棘のある態度を取る。歴史好きで特に坂本龍馬が好きで、よくその言葉を引用する。
3年生になってからクラスでいじめを受けていたが、毅然とした態度で受け流していた。彼女を笑い者にしようとしたいじめっ子グループによって、全校生徒の前で「告白」することを強要されるが、その中でも毅然とタツマに向き合ったことで彼の心を動かし、最初の「告白」成立者となる。
坂元 タツマ（さかもと タツマ）
りょうこのクラスメイトで心優しいが気弱な少年。同じ歴史好きをきっかけにりょうこと親密になっていくが、いじめっ子グループに仲を冷やかされ、恐怖心から彼女のことは好きじゃないと言ってしまったため、ギクシャクした関係になっていた。しかし、衆人環視の中でも真摯に自分と向き合ってくれたりょうこの想いに応え、自分から告白し、見事成立させる。
空良 ナツヒコ（そら ナツヒコ）
陸上部員。同じ陸上部のマネージャーのさちとペアで肝試しに参加していたが、アイテムを見つけられないままタイムリミット間際を迎え、諦めかけていたところをミクニにアイテムを譲ってもらったことで無事イベントをクリアする。ミクニにそのことを感謝しつつ、さちへの「告白」を見届けて欲しいと願い、「告白」に臨む。
海野 さち（うみの さち）
陸上部のマネージャー。元は部員だったが、怪我で歩けなくなってしまいマネージャーに転向した。
元からナツヒコのことを好きだったが、自分では彼のお荷物になってしまうと想いを秘めたままにしていた。しかし、肝試しの後、彼からの「告白」を受け入れ、2組目の成立者となる。
猛田 トシオ（たけだ トシオ）
肝試しの後に飛び降り自殺をした三卜ももこの彼氏だった男子生徒。七三分けに六角形のレンズの眼鏡が特徴的。弁舌が立ち、ベラベラと言葉をまくし立て、相手を自分のペースに乗せることが得意。
ミクニを失脚させることを条件にクロオから譲り受けた「フィーリング測定機」（「告白」が成立しやすい相性の良い異性を調べることができる）を使って多くの女子生徒を「キープ」しつつ、測定機を餌に一般生徒たちを掌握していき、ミクニたちに反旗を翻す。
一時は支配体制を確立したが、ミクニたちの反撃で罪業を明るみにされて失脚。ミクニは改心させるつもりだったが、クロオから測定機に「使用後5日で爆死する」というデメリットがあることを告げられる。その時点でタイムリミットは30分後であり、今まで近づいてきた女子に声をかけ続けるが全員に拒絶され、時間切れで爆死。
占堂 らみ（せんどう らみ）
ゴスロリ衣装を身に纏って眼帯をした占い好きの少女。自殺した三卜ももことは親友同士だった。恋陽みむらからの愛称は「ラミエル」。
ももこを失った悲しみに沈んでいるところを猛田に付け込まれ、彼に好意を抱いてしまう。猛田の失脚後、ももこの後を追って自殺しようとするが、生徒たちからの呼びかけで思い直す。猛田一派だった美円・熊本とも和解した。
バレンタインでは自分に気を遣ってくれている美円か熊本にチョコを渡すつもりだったがそれぞれに消極的な理由で断られてしまい、渡す相手に困っているうちに密かにチョコが捨てられてしまう。我が身を顧みずに猛吹雪の中チョコを探したために瀕死となった熊本を救うべく、勇気を出して「告白」し、成立を果たして帰還した。なお、チョコはその直前にカオルへ渡している。
三卜 ももこ（みうら ももこ）
ラブデスター実験開始6日目に突如自殺した女子。猛田とは数ヶ月前から交際している。
測定機を手に入れた猛田が自分の生存率を高めるために他の女子に声をかけていたのを目撃したことで独占的な言動になり、自分からは「告白」しないので猛田にとっては都合が悪く感じてきたところ、彼女がらみを裏切るような発言をしたのを拾った猛田が罵倒の限りを尽くし、彼氏と親友の2つの支えを同時に失ったことで絶望したのが自殺の原因だった。
熊本 ジン（くまもと ジン）
柔道部主将。強面で異性に縁のない生活を送ってきたため、生還の見込みがなく絶望していたところ、猛田にフィーリング測定機で相手を教えてもらったことで恩を感じ、彼が生徒会への反乱を起こした際、ミクニたちと敵対する。
猛田失脚後、猛田に踊らされていたことを恥じて謝罪。その際、笑顔で謝罪を受け入れてくれたらみに心奪われるようになる。
バレンタインではらみを救うために重度の凍傷を負い、柔道人生はおろか生存すら困難な状態となるが、「告白」成立によって五体満足の状態で帰還した。
遊川（ゆかわ）
ダンサーを目指す陽気な少年。ドレッドヘアー。猛田にフィーリング測定機で武道レイカ唯一人が運命の相手だと教えられる。
最初は気乗りしなかったものの、彼女と行動を共にするうちに、ストイックに格闘技に向き合う姿に感銘を受け（ドM体質で技をかけられるのが気持ちよくなってきたというのもあるが）、真剣に好意を抱くようになり、「告白」を成立させた。
武道 レイカ（むどう レイカ）
格闘技（サンボ）の有段者で世界Jr.大会にも出場している格闘少女。男にしか見えない大柄、原哲夫チックな強面をしており、アマゾネスと称されている。最初は遊川のことを軟弱な男に興味はないとあしらっていたが、内心では悪い気はしていなかった。
この作品のキャラの名前は原則的に男性はカタカナ、女性はひらがなになっているが、女性キャラで唯一カタカナ表記の名前の持ち主。
赤西 えり（あかにし えり）
みむらと同じ海外留学組の女子。下記2名共々、留学前は標準的な容姿・性格だったらしいが現在ではドギツいギャルになっている。自身をスクールカースト最上位の女王と自負しており、他の生徒たちを見下している。素で自分より男受けするみむらのことを天然ビッチと疎んじている。
バレンタインではアイテムの一つである「魅了剤」（相手の理性を奪い、自分の虜にしてしまう）を使って、男子生徒たちを奴隷化し弄びつつ、自尊心を満たすため、みむらの初恋相手でもあるジウに狙いを定め、魅了剤で虜にしようとする。業を煮やして魅了剤を全て投与し、完全に正気を失ったジウへ「告白」するが成功判定は出ずに爆死する。
この時の薬物の後遺症が以後もジウを苦しめ続け、彼の見る幻覚の中で亡霊の姿となって度々現われるようになる。
金子 まり・黒沢 るり（かねこ まり・くろさわ るり）
みむらと同じ海外留学組の女子でえりの取り巻き二人組。バレンタインではえりのおこぼれに預かり、奴隷化した男子生徒を弄んでいた。えりと同じく、みむらを疎んじており、嫌がらせのため彼女（とついでにらみ）のチョコを校舎外へと放り捨てる。
バレンタイン最終盤にて、従えていた男子3人が、クロオの差し金によって2人が1人を殺害、2人が自分たちに勝手に「告白」して爆死してしまったために女子が2人余る状態となってしまい、声をかけてきたクロオも「耳にピアス痕がある」という理由で2人を拒否してみむらを助けることを選んだため取り残され、残り1人の男子を探して醜く争ったまま時間切れで爆死した。
川上 & 森山（かわかみ・もりやま）
バレンタインで5組目の告白成立者となった一般生徒カップル。
川上は猛田反乱編に登場しており、フィーリング測定機で森山を相性の良い相手として教えてもらっていた。それをきっかけに仲を深めた様子。
日村（ひむら）
野球部員で川上の親友。バレンタイン編で登場し、告白による生還に臨むことを決意した川上・森山に激励の言葉と共にチョコを譲ってもらったことで無事イベントをクリアする。
その後の登場シーンはなかったが、見合い編でミクニたちが不在時の月代で六組目の「告白」成立者となった様子。
明月院 きょうこ（めいげついん きょうこ）
特進組の女子生徒。世間知らずのお嬢様で恋愛事にも疎い。
猛田反乱編に登場。猛田にキープとして目を付けられ、フィーリング測定機で君の運命の相手は自分唯一人だという嘘に騙され、秘密裏に関係を育んでいこうという約束を交わす。しかし、猛田失脚時の騒動で彼の本性を知り幻滅、焦って言い寄ってきたところをすげなく振った。
その後の登場シーンはなかったが、後に日村と告白成立し、生還した様子。
佐藤 アキラ（さとう アキラ）
出っ歯が特徴の一般男子生徒。非モテのブサイク顔であることにコンプレックスを持っており、自分は絶対に生還できないと絶望しながら、同じブサイクトリオの加藤、伊藤と共に肩を寄せ合いながら過ごしていた。
中盤からちょくちょく登場していたものの、やや特徴のあるモブ程度の扱いで物語の中心に絡んでくることはなかったが、他の一般生徒たちが次々と死亡していく中、強運にも危機を掻い潜り続け、月代の一般男子生徒では唯一、最終章まで生き残る
「佐藤アキラ」という名前は最終章に突入してから判明した。
麻宮 あずさ（あさみや あずさ）
最終章まで生き残った一般女子生徒。ジウは消去法で彼女が生徒Aだと疑っていた。
実は佐藤とは以前から悪くない関係だが、実験以前に告白された際には「ブサイクだから」という理由で振っていた。しかしその行動は体面を気にしてのことで、佐藤が自分をイケメンに作り変えた仮想空間で勝負をかけたのをきっかけに「外見に関係なく好き」という思いを明かし、佐藤からの「告白」が成立して帰還。2組のみとされた残り成立枠の1つ目が彼らとなったことで、物語が終局に向かうきっかけの1つになった。
細川 ひさこ（ほそかわ ひさこ）
最終章まで生き残った一般女子生徒。ジウに好意を抱いている。飛行船の墜落直後にジウと共に仮想空間に入り、新選組をモチーフにしたと思しき世界でジウと恋仲という状況設定で、膠着したまま数年を共に過ごすこととなったが、しびれをきらして「告白」し、爆死した。仮想空間の使用は、墜落に巻き込まれて致命傷を負ったために賭けに出た行動ではないかとジウから推測されている。
花菱（はなびし）
緑化委員長を務める女子生徒。ジウに好意を持っており、緑化委員になったのもジウの近くに居られるため。実験開始直後、不成立によって大量の爆死者が出た焦燥感からジウに迫り、そこにやってきた他の女子と一緒に無理やりジウに「告白」。ジウにとってはせいぜい顔見知り程度の仲でしかないため全員もろとも爆死する。
砂川 & 山里（すながわ・やまざと）
肝試しでペアを組んでいた男女で、いずれも特進組の生徒。アイテムを入手し損ねてしまったうちの1組であり、他に手がないという状況で「告白」を決意する。
砂川は山里と同じ特進組でいるために努力しており、一般生徒を見下す一方でエリートのジウに敵愾心を露わにする階級意識の強い性格。しかし山里はジウ目当てであり、砂川が「告白」しようとするのを無視してジウに「告白」して爆死。残された砂川も時間切れで爆死した様子。
シンゴ
ボランティア部部長。バレンタインで連続で「告白」成立者が出た流れに乗り、女子部員のチョコを他の男子に渡させて自分たちは「告白」で生還しようとするが不成立で爆死してしまう。
わずかな出番に対して、常に目と口元が輝いている容姿・言動ともに爽やかなキャラクターが特徴的であり、連載終盤に行われた読者参加企画「死にざま総選挙」では3位にランクインする。
言動から自分が称賛されたいがために奉仕活動に勤しんでいると感じられる節があり、フィオロにも彼の奉仕精神はどこか歪んでいると評されている。
太った男子
肝試し編に登場した肥満体型の一般生徒。ペアになった笹原（姐切のレディースの妹分）に無理矢理言い寄っていたところを通りかかった姐切に叩きのめされてしまう。その後、笹原が姐切にアイテムを譲ってもらったことでクリア条件を満たすが、足を滑らせ土手から転げ落ちたことで笹原と10m以上離れてしまい共に爆死してしまう。
「死にざま総選挙」では4位にランクインする。

### 敬王大学付属中等部
綾鷹 めいか（あやたか めいか）
生徒会長。日本経済に多大な影響力を持つ大財閥の令嬢。凛とした雰囲気で公明正大な少女だが、双子の妹であるまいかを人質にとられ、レイディの監視の下で統制された試験進行に協力している。男女問わず生徒からの人気は非常に高い。
敬王編の後からミクニに好意を抱くようになり、キスデスターでも弾みで思わずミクニにキスをして成立させているが、最終章でのミクニ死亡後、めいかを狙うジウの凶行を防ぐために使われた蝶野の仮想空間をきっかけにその思いを断ち切る。
狐森 ショウ（こもり ショウ）
経理。小柄で内気な少年。見た目から貧弱だが、彼を舎弟のように扱っている犬童にしばしばどつかれていたせいで意外とタフになっていた。実家は「人天堂」というゲーム会社。恋陽みむらからの愛称は「ショーン」。
めいかに好意を抱いている。めいかからはあまり意識されていないが、幼少期から常にそばにいて気を許している存在であり、まいかには「（恋愛に興味のない）めいかを変えるなら彼しかいない」と認識されていた。
最終章では、西園寺によって仮想空間内で拷問されているめいかを救うために仮想空間に割り込むものの、あえなく罠にかけられて心を折られかけるが、犬童の教えを思い出して立ち直り、西園寺を撃退。その後、めいかへの「告白」を成立させた。
犬童 チハヤ（いんどう チハヤ）
副会長。国内最大のやくざの跡取りで若頭でもある。極めて反抗的・好戦的な性格だが、実験開始後はめいかの用心棒のような立場に収まっており、周囲にみだりに危害を加えたりはしない。「魂取るぞ」が口癖。敬王生が全体的にレイディの支配を受け入れている中で一人反抗的で、白昼堂々レイディの殺害を試みるほどであり、そのために試験の標準装備であるリングを手首ごと切り離し、左手を欠損したのと引き換えに試験官側から手のつけ難い存在となっている。長ドスを常時携帯している。
レイディとは常に因縁浅からぬ関係となり、敬王編の最終盤ではレイディ殺害作戦の実行者となる。最終章でのレイディ復活後にはミクニらとも協力して作戦をもって臨むも返り討ちに遭うが、不意を打って実験ドームの縮小の道連れにすることに成功、死亡した。
蝶野 ゆり（ちょうの ゆり）
敬王でペアを組めずにあぶれていた問題児の一人でカオルのペアとなる。
宝塚大女優の娘で自身も母のような女優になることを目指している。男装の麗人めいた雰囲気を持つ女性で、性格も男前なため敬王の女子生徒たちに「蝶さま」と呼ばれ慕われている。同性であるめいかに好意を抱いており、他の相手との告白成立を目指す気がなかったため問題児扱いされていた。狐森とはいとこの関係にある。似たような立場にあるカオルとは程なくして意気投合するようになり、キスデスターでは「互いに想い人とキスできたら2人で友キスをする」という約束によって爆死を免れている。
最終章にて、西園寺にナイフで刺されて重傷を負う。そのうえ、めいか・狐森と揃って実験ドームの縮小に巻き込まれての死亡を避けられない状況になる中、二人に「告白」を促した。その後は明示されず、その「告白」の成立をもってドームの縮小は停止したものの、死亡したものと扱われている。
烏魔 らいむ（からすま らいむ）
敬王でペアを組めずあぶれていた問題児の一人で美円のペアとなる。
大手総合病院経営者の令嬢だが、極度の男嫌いのひきこもりで、特に顔を見られることを異常に恐れ、常に頭からシーツや紙袋を被り、素顔を隠している。言葉遣いは片言気味。最初は美円のことも避けていたが、同じ医者の家の跡取りという共通点を持ち、何だかんだで世話を焼いてくれる彼に心を開いていくようになる。なお、顔を隠しているのは生まれつき顔に目立つアザがあるため。
キスデスターでは当然キスをするつもりもなく、死んだ方がマシという態度で過ごしていたが、終盤にて重傷のまま海に投げ出された美円を追いかけて「告白」を成立させたため無事に帰還する。
綾鷹 まいか（あやたか まいか）
めいかの双子の妹。めいかと違い、奔放で快活な性格。綾鷹家の長子として家に殉じようとするめいかを案じ、もっと自由に生きるべきだと諭し続けていた。
清水という恋人がいたが、実験開始直後にレイディに反抗したことで不運にも処刑されてしまい、その絶望から彼の後を追おうとする。見合い制に組み込まれることも拒んだため、レイディによって、見合い制に反抗的な生徒を更正する区画Cルームに送られてしまう。
人質として長らく誰との接触も許されないようになっていたが、実は月代生徒が転送されてきた直後、レイディが目を離した隙に自殺しており、人質として存在していたほうが都合のいいレイディによってその死を隠蔽されていた。

### 敬王一般生徒
兎見 まい（うさみ まい）
敬王でペアを組めずあぶれていた問題児の一人でジウのペアとなる。
大手銀行頭取の令嬢で、我が侭で贅沢好き、金さえ積めば、どんなものでも手に入れられると思い込んでいる。ジウがペア試験で稼いだポイントを後先考えず無断で高級品に交換してしまうため、ジウは食料にも事欠くようになり、心身共に疲弊していくこととなる。
実は食料不足はジウを支配するための策略のうちで、自身はコネで食料を調達しており、ジウにあんぱん一つと引き換えに「好きだ」と言わせるが、衰弱したジウの不安定な言動を捉え違え、支配欲が祟って「告白」してしまい、爆死。ジウが「好きだ」と言ったことからジウ側に問題があると生徒会に判断され、ジウがまいかと同じCルームに送り込まれてさらに精神を疲弊させる原因となる。
その後、ジウの幻覚の中で赤西と共に亡霊の姿となって現れるようになる。
猪宮 ヒロト（いのみや ヒロト）
敬王でペアを組めずあぶれていた問題児の一人で姐切のペアとなる。
警視総監の息子だが、自らが起こした不祥事を父親の権力で揉み消し、犬童の舎弟を気取って敬王内で大きな顔をするなど、他人の威を借り、横暴な振る舞いを繰り返してきたため、敬王生の間でも忌み嫌われていた。当然、姐切とは全く反りが合わず、争い合う毎日となる。
逆上して姐切に刃物で危害を加えようとしていたところでジウに蹴りを入れられてノックアウトさせられたが、それ以降は特に何もなく生存。しかしキスデスターでもたびたび暴力に走り、時間切れ直前で姐切にキスを迫ろうとしていたところを、精神を大きく病んだ状態のジウに胸を刺されて死亡。ジウが自ら手にかけた最初の人間となった。
鹿取 めぐ（かとり めぐ）
敬王でペアを組めずあぶれていた問題児の一人でクロオのペアとなる。
歌舞伎町No.1ホステスの娘で危険な色香を漂わせる少女。鎖骨フェチ。クロオの本性を知っており、彼が敬王の生徒だった頃、共犯者となり、気に入らない生徒を事故や自殺に見せかけて死に追いやっていた。クロオを最高のパートナーと再会を喜びつつ、正体をばらされたくなければ自分を裏切らないようにと脅しをかけるが、最終的にクロオの画策で事故死に装われる形で感電死する。
豚田 マサシ（とんだ マサシ）
敬王でペアを組めずあぶれていた問題児の一人でみむらのペアとなる。
大手食品メーカー社長の息子。肥満体型の醜男で、再結成に回されたのはペア相手への性的な強要が原因であり、みむらにも懲りずに下劣な企みをする。
みむらがクロオの入れ知恵で露骨に誘うような行動をとらされた結果、豚田の行動を注視していた生徒会による闖入を受けて強制的にペアを解消されそうになったところを焦ってみむらに「告白」して爆死。
恋陽みむらからの愛称は「マーシー」。
朝丘 リラ（あさおか リラ）
敬王の男子生徒で国民的人気アイドルグループ3人組「Ⅲpeace」（スリーピース）のリーダーでもある少年。敬王の女子生徒の大半が3人のうち誰かのファンであると言われるほど絶大な人気を誇っている。
しかし、表向きは好青年を演じ、笑顔を振りまいているものの、裏では女子生徒を「痰壷」と嘲り、自分の欲望を満たすための道具のようにしか考えていない。また、常態的に枕営業を求められていたことが示唆されている。キスデスターでは憧れの存在であるめいかを自分のものにする権利を賭け、同じメンバーのルイ、レンと誰が一番多くの女子生徒とキス出来るかの勝負に試験を利用する。
3人の中では最後まで生き残るが、キスデスター終了30分前に自分が都合よく利用していた宅島まといに服毒による無理心中を図られ、死亡。
夜月 ルイ & 昼河 レン（やづき ルイ・ひるかわ レン）
敬王の男子生徒で、リラと同じ「Ⅲpeace」のメンバー。ルイがセクシー系担当で、レンがキュート系担当。
中身はリラと似たようなもので、自分たちの勝負にキスデスターを利用して、女子生徒の独占を目論む。
レンはみむらにキスを迫ったところを拒否され、逆上して溺死させようとしたところをクロオの手で逆に溺死させられる。
ルイは姐切を酔わせてキスに及ぼうとしていたところに、狂気に駆られた一般生徒複数人に追われていたジウが偶然現れる。しかし役作りで鍛えた体でジウを逆に打ちのめすが、直後にジウを追っていた一般生徒と鉢合わせ、ルイも多人数とキスしているために怒りの矛先が向いたことで殺害された。
宅島 まとい（たくしま　まとい）
敬王の女子生徒で新聞部部長。小太りで一人称は「ジブン」、男言葉で話す。実家は製薬会社。
リラの狂信的なファンで、ストーカー行為を繰り返して私物を盗んだり、問題行動を起こして、ライブ出禁になるなどの迷惑行為を繰り返してきたため、リラには痰壷以下の肥溜めと忌み嫌われてたが、絶対に裏切らない手駒として利用できるため手元に置かれていた。リラの指示で敬王の生徒たちの間に嘘の噂をばら撒き、ミクニを陥れようとする。
キスデスター終盤、歪んだ想いから「リラにキスを介して毒を飲み込ませ、キスが成立すれば血清を与えてどちらも助かる、成立せず爆死すれば血清がなくなってどちらも死ぬ」という行為に走り、不成立に終わって爆死。
影井 さや（かげい さや）
最終章まで生き残った敬王の一般女子生徒。キスデスターで佐藤にキスをした相手（彼女にとってはただの保険のつもりだったようだが）。地味で影が薄いことを自覚している。
最初に仮想空間を使用し、舞踏会というシチュエーション設定、周囲の人間を品性のない不細工ばかりにして自分を持ち上げるという形で迫るが、あえなく失敗。仮想空間内ではシャンデリアの落下で死亡するという体裁で、現実世界では爆死した。
西園寺 キョウタ（さいおんじ　キョウタ）
最終章まで生き残った敬王の一般男子生徒。敬王の生徒らしく、月代の生徒を庶民と見下す発言が目立つ。
めいかを仮想空間内で拷問して「告白」させようとしたが狐森に乱入され、狐森の心を折ることにも失敗し、敗北を認めてしまったのか仮想空間から2人を弾き出す。その後、仮想空間の中でハーレム的世界を構築し、その中に閉じこもったままドームの縮小によって死亡する。
星乃 じゅん（ほしの じゅん）
最終章まで生き残った敬王の一般女子生徒。ガングロのギャル。特にこれといった行動に出る機会もなく、飛行船の落下に巻き込まれて死亡する。
仏原 ゴウ（ふつはら ゴウ）
最終章まで生き残った敬王の一般男子生徒。坊主頭で小太りの容姿。特にこれといった行動に出る機会もなく、飛行船の落下に巻き込まれて死亡する。

### 試験官
それぞれ同じ星（名称などは不明）に属する異星人である。肉体を交換することによって永遠の生を実現しており、容姿は地球人とそこまで大きな差はなく、耳が多少長く尖っている。無性であり、愛という概念を未知のものとし、感情を否定する女王蜂のような「始祖」とそのクローンによって構成された集団であり、基本的に全個体が意思統一されて行動する集合体だが、上層部の個体や、実験の影響によるリスクを考慮して一時的に分離されている試験官のみが独自性を持って行動している。パンスペルミア説に基づいた、人間と同じルーツから生まれた生命であることが示唆されている。
ファウスト
月代側の試験官。ミクニに興味を持つところに端を発し、地球人と「真実の愛」について強く関心を抱き、徐々に肩入れするようになる。なお、ファウストというのは本来は個体名ではなく彼ら異星人の総称であり、厳密に言えば彼は「ファウストのうちの1体」である。
ラブイベントと称する命懸けの課題をミクニたちに課し、反抗した者、脱落した者は容赦なく爆死させる冷酷さを持つ一方、恋愛漫画などから得た知識を元に考案した告白成立のためのアドバイスや小道具を得意気に披露しては、ミクニたちの顰蹙を買うというコミカルな一面も見せる（番外編ではそのコミカルさに拍車がかかる）。
どちらかというと男性的な容姿で、番外編では読者投票の結果として「女体化」したことがある。
実験を経て、永遠の生と引き換えに情動を失った「凪」のような自分たちと対照的な人間の「嵐」がごとき感情を尊び、実験終了後は反逆者となって残った生徒の脱出のために力を尽くし、自身は時間を稼いで死亡する。
レイディ
敬王側の試験官。実験体の制御に好都合であるという理由でセクシーな女性の姿をしている。ファウストのように思い入れるようなことはなく、地球人を冷酷に扱う。
犬童らの強襲によって腕を切断、リングを奪われたあとフィオロに始末されて死亡するが、予備の肉体を使用して復活される。復活の際にフィオロからファウストの持つ感情を与えられた結果、犬童にひときわ強く執着するようになり、最期は再び犬童に道連れにされる形で死亡する。
ファウストとレイディは同時期に誕生した個体であるようで、ファウストは利用されたレイディの死を悼んでいた。
フィオロ
ファウスト・レイディより上位の権限を持つ上層部の1人であり、実験の最高責任者。問題が生じ始めたファウストやレイディへの処置を行い、試験の運営を行う立場となる。
地球人に深入りしたファウストを、自分たちが愛という「病」に対処するためのテストケースとして地球人と同様の被検体として扱い、一度は処刑したレイディも感情を与えることで同様の被検体として活用する計画を立てる。
始祖（クイーン）
異星人の指導者であり、前述のとおり彼らのオリジナルである存在。実験に直接関与することはほぼない。
実験の終了をもってファウストと残った生徒を抹殺するべく軍を率いて攻撃を仕掛けるが、彼らの反撃で生まれたわずかな隙を突いてファウストから接続されたことでファウストから送り込まれた感情の概念を獲得してしまい、同時にフィオロ以外の全員がそれを共有してしまったことで思想が一変、ファウストの殺害を非道な行為と断じるような集団になった。それを逃れたフィオロに対しても異端者として同期を強要し、種族全体が革新される結果となった。

## 用語
愛試死（ラブデスター）実験
人間の持つ非論理的でありながら生物の営みに大きな影響を与える「愛」という感情を解明するために異星人が始めた一連の実験の総称。
被験体として選ばれた月代中学校三年生140名は、月代中学校一帯を模した実験場に強制的に転送され、「告白」によって「真実の愛」を示すことでのみ地球への帰還を許される。「告白」は強制的に装着されたリング（男子生徒は左手首、女子生徒は右手首）を通じて行うことができる。ただし、不成立だった場合、「告白」した側は爆死。一ヶ月の期間内に誰とも成立できなかった場合も爆死してしまうという過酷なルール。また試験官は反抗した被験体をリングを通じて爆死させることができるため、被験体は否が応でも参加せざるを得ない状況に追い込まれる。
実験場は月面上に存在しているため、自力での脱出は不可能。月代中を中心としてドーム状に張られた見えない壁に覆われる形で構築されており、ときおり壁が縮小される。
告白
互いのリングを重ね合わせることで告白判定がされ、二人の愛が真実であると判定されれば告白成立となり地球に帰還することができる（対象にどれだけの重傷や肉体の欠損があっても、生きてさえいれば自動的に健康な状態に治療される）。ただし、二人の愛が偽りであると判定された（双方からの感情が100%と判定されなかった）場合、告白した側は「爆死」してしまう（黒い球体のようなものに包まれ、血まみれのリングのみを残して跡形もなく消えてしまうというビジュアル）。
月代中学校
ラブデスターの実験場として選ばれてしまったミクニたちの通う県立中学校。
ミクニたち三年生のクラスはAからDの四クラスに分かれており、ジウの所属するD組は成績上位のエリートが集まる特進クラスで制服のデザインが他のクラスの生徒と異なっている。また特進組の生徒のみが利用できる海外の姉妹校との交換留学制度も存在する。
ジウの所属するバスケ部が全国大会優勝、柔道部の熊本も全国大会ベスト8、格闘技の世界Jr.大会に出場している武道レイカが在籍しているなどスポーツも盛んな様子。
敬王大学付属中等部
月代と同じく「真実の愛」を解明するための実験場として選ばれたもう一つの学校。
政財界や芸能界（はては裏社会）の有力者の令息、令嬢らが通う名門私立校で、生徒たちも自身を上流階級の勝ち組と自負しており、月代の生徒を庶民と見下す発言をする者が多い。また、親同士の力関係がそのまま学校内のヒエラルキーを形成しており、下位の者に対して横暴な振る舞いをする者も少なくない。
肝試し
ファウストが開催したラブイベント第一弾。
ランダムで選ばれた男女でペアを組み、月代市内を探索。60箇所に配置されたアイテムを1つ回収して、月代中学校に帰還すればクリアという内容。極限状況で男女が協力し合うことで吊り橋効果を生み出すことを目的としているとのファウスト談。アイテムは単なるこのイベント用の飾りではなく、超常的な効果のあるものやジョークアイテムめいたものまで存在する。
ジウが地図上に一瞬だけ表示されたアイテムの位置を完璧に覚えていたため、ミクニはその位置に狼煙を設置していって確実に回収させる計画を立てたが、クロオが密かにアイテムを回収し隠匿したために最終的に8ペア16人が死亡する結果となった。
- 期間内（二日間）にアイテムを入手できなければ爆死
- タイムリミットの時点で月代中学校内にいなければ爆死
- 期間中、ペアの男女は10m以上離れてしまうと爆死

バレンタイン
ファウストが開催したラブイベント第二弾。
その名のとおり、女子生徒が手作りしたチョコを期間内（三日間）に男子生徒に渡すだけでクリアという内容。ただし、必ず男女同数しか生存できないルールであり、イベント開催時点で男子生徒の方が女子生徒より多かったため、死亡者が出ることが初めから確定しているという過酷なサバイバルゲームでもある。
- 女性生徒は男子生徒にチョコを渡せばクリア
- 男子生徒は女子生徒からチョコを受け取ればクリア
- 渡す相手は異性でさえあればよく、告白のような判定はない
- 渡す・受け取るチョコは一人一個まで
- 強引にチョコを奪い取った男子生徒は爆死

見合い制
敬王で告白成立のために敷かれていた制度。レイディからその管理を委任された敬王生徒会によって統制されている。
月代の自由恋愛制とは異なり、最初にペアになりたい相手を指名しあって、双方が一致した者同士でペアになり、そのパートナーのみをいずれ告白する相手と定めて、関係を深め、告白成立を目指すというシステム。
ペアになった男女は同室で二人っきりで生活することとなり、他の異性との接触は禁止される。定期的に開かれるペア試験（相手のことをどれだけ理解しているかが問われる）の成績に応じて得られるポイントで生活必需品を入手することができ、さらに高ポイントを稼ぐことで自室外での自由行動権などを獲得することができる。より良い生活を送るためには相手のことを深く理解する必要があるため、必然的に愛が育まれていく効率的なシステムとめいかは自負していた。
結果的に24組の告白成立者を出している。
キスデスター
ファウストが開催したラブイベント第三弾。
豪華客船を模した舞台で異性との仲を深め、期間内（三日間）にキスをすればクリアという内容。一人が何人とキスをしても構わないというルールなため、全員クリアも不可能ではないが、キスという行為は心情的なハードルが高いため、実現は容易ではないと予想されていた。実際リラたちをはじめ、不誠実な者たちの暗躍によって波乱の展開となる。
- 異性と一回でもキスをすればクリア
- 一人が何人とキスをしても構わない
- 相手の意志に反して無理矢理キスした場合、した側は爆死
- 合意さえ得ていればよく、互いに好意を持っている必要はない
- タイムリミットの時点でキスした相手が生存していなければ爆死（三日目からの追加ルール）

仮想空間（ホログラム）
最終章でレイディが告白成立の可能性を上げるための手段として被験体に与えた権利。
リングを通して対象を自分が設定した仮想空間に引き込み、理想的な環境に二人で身を置くことで一気に関係を進展させる一発逆転要素として使用することができる。仮想空間内の設定は自由で、自分の容姿を変更したり、現実ではありえない世界観を実現したりすることもできる。
- 使用は一人一回まで
- 仮想空間内で死亡した場合（告白不成立も含む）、現実世界でも死亡
- 仮想空間は使用者が現実で死亡・重傷を負うか、解除を願えば解除される
- 仮想空間の使用中は対象の周囲に壁が作られるため、基本的に外部からの干渉はできない
- 第三者が仮想空間に侵入することもできる（使用権を消費する必要があると思われるが、仮想空間の設定権限は得られない）
- 仮想空間内には数十年規模の期間でも居続けることができ、その間も現実世界では数十秒程度しか経過しない

## 書誌情報
- 榊健滋 『ラブデスター』 集英社〈ジャンプコミックス〉、全12巻[1]
  1. 2015年6月4日発売 ISBN 978-4-08-880397-5
  2. 2015年8月4日発売 ISBN 978-4-08-880458-3
  3. 2015年12月4日発売 ISBN 978-4-08-880515-3
  4. 2016年9月2日発売
  5. 2016年10月4日発売
  6. 2017年7月4日発売
  7. 2017年7月4日発売
  8. 2017年11月2日発売
  9. 2017年12月4日発売
  10. 2018年7月10日発売
  11. 2019年3月4日発売
  12. 2019年4月4日発売